# Clearview, West Virginia
Clearview är en ort (village) i Ohio County i West Virginia i USA. Vid 2010 års folkräkning hade Clearview 565 invånare.